# Derby Silk Mill

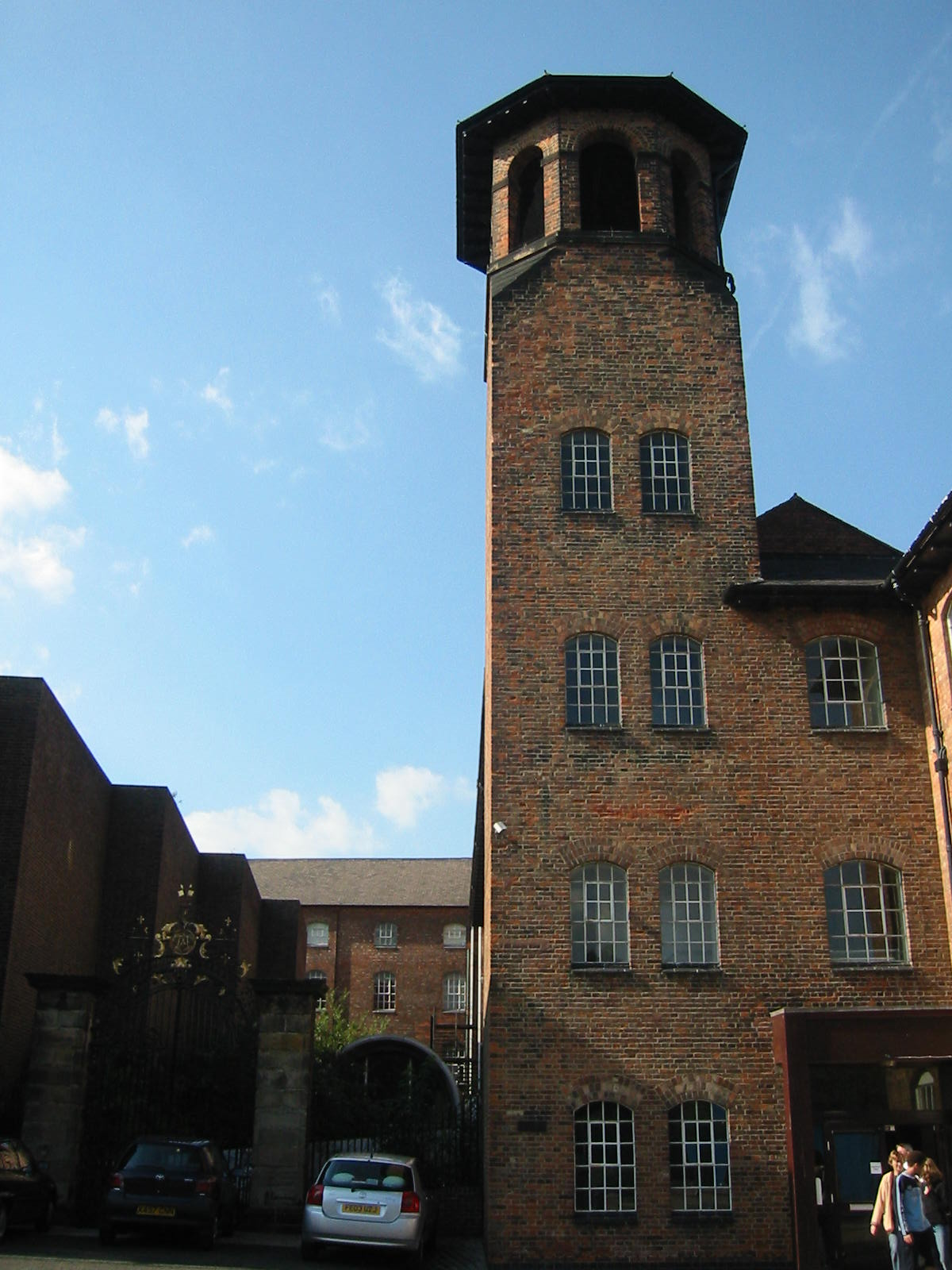
Derby Silk Mill

Derby Silk Mill är ett museum i Derby i Östra Midlands, England, beläget vid floden Derwent. Det är ursprungligen ett gammalt silkesväveri, som har blivit museum över Derbys industriella historia. Väveriet var den första fabriken som använde vattenkraft från Derwent. Senare byggdes ett antal andra textil- och pappersfabriker vid floden, och de blev Unesco-världsarv under namnet Derwent Valley Mills.
Väveriet grundades 1721 av bröderna John och Thomas Lombe enligt italienska ritningar. Vattenhjulet med diameter på sju meter byggdes av George Sorocold, som var bland de ledande hydraulikingenjörerna på sin tid. Väveriet var 33,5 m långt och 12 m brett. Det hade fem våningar. På 1730-talet hade omkring 300 personer arbete i väveriet. Den gamla byggnaden skadades i branden 1910 och byggdes om till en lägre byggnad med tre våningar. Trappuppgången i sydvästra hörnet restaurerades med ursprungsmaterial. Den användes som kampanil med klockor från 1800-talet.